# バウンスィ
株式会社バウンスィは、日本のコンテンツ制作プロダクション。

## 略歴
2015年10月に石ダテコー太郎によって設立された。主にアニメ、WEBやTVの番組、イベント、ラジオ番組、楽曲などコンテンツ全般の製作を行っている。

## 作品

### テレビアニメ
- 魔法少女?なりあ☆がーるず（2016年）
- ひもてはうす（2018年）

### Webアニメ
- Obey Me! The Anime（2021年）

### Web番組
- あすかりんのこぜにかせぎ（2016年 - 2017年）出演：西明日香、荻野可鈴
- のびしろにょきにょき（2016年 - 2020年）出演：高木美佑、木野日菜
- 明坂三上のよたんぼぱやぱや（2016年 - 2017年）出演：明坂聡美、三上枝織
- 大橋彩香のへごまわし！（2016年 - ）出演：大橋彩香
- あすかりんのこぜにかせぎS（2017年 - ）出演：西明日香、荻野可鈴
- 五十嵐裕美・桜咲千依のあけっぴろげパーティ！（2017年 - 2018年）出演：五十嵐裕美、桜咲千依
- ばーちゃるわいど（2018年 - 2019年）
- のびざかりにょきにょき（2020年 - ）出演：高木美佑、木野日菜